# Melomys arcium
Melomys arcium е вид бозайник от семейство Мишкови (Muridae).

## Разпространение
Видът е разпространен в Папуа Нова Гвинея.